# Chlorophyllum neomastoideum
Chlorophyllum neomastoideum är en svampart som först beskrevs av Hongo, och fick sitt nu gällande namn av Vellinga 2002. Chlorophyllum neomastoideum ingår i släktet Chlorophyllum och familjen Agaricaceae.   Inga underarter finns listade i Catalogue of Life.